# Tierpark Nymphaea
Koordinaten: 48° 43′ 27,4″ N, 9° 20′ 0,9″ O
Der Tierpark Nymphaea ist ein Zoo auf der Neckarinsel in Esslingen am Neckar.

## Lage
Der Tierpark befindet sich auf der östlichen Neckarinsel im Süden des Stadtteils Oberesslingen.
Westlich befindet sich das Kraftwerk Oberesslingen, südlich (über dem Neckar) die B10 und östlich das Tierheim Esslingen.

## Name
Der Tierpark Nymphaea wurde nach dem lateinischen Namen der Seerosen, Nymphaea benannt.

## Ausstattung
Der Park ist von vier Seen geprägt, um die herum Enten, Esel, Ponys, Rehe, Vögel und Ziegen von den Mitgliedern des Aquarien- und Terrarienvereins gepflegt werden. Ferner gibt es Aquarien mit Fischen, Seeigeln und Seesternen. Im Jahr 2024 entstand das bislang größte Bauprojekt des Tierparks, ein neues Terrarien- und Aufzuchthaus für Schlangen, Echsen, Amphibien und Kleinsäuger.
Das Gelände ist 2,9 ha groß und besitzt einen Rundweg von 880 m Länge.

## Geschichte
Der Aquarien- und Terrarienverein Nymphaea Esslingen e. V. wurde im Jahr 1905 gegründet und betreibt den Natur- und Tierpark Nymphaea seit da ehrenamtlich. Das Gelände wurde 1932 von der Stadt Esslingen gepachtet.
Nachdem das Kraftwerk mit seinem Kanal gebaut wurde, ist der Park auf der damals entstandenen Insel entstanden. Der Baumbestand wurde also erst nach 1932 gepflanzt.
Um die Jahrtausendwende haben rund 45.000 Menschen den Zoo besucht, 2017 rund 165.000 und 2018 rund 196.000. Im Jahr 2023 konnte der Park erstmals über 200.000 Besucher zählen.
2024 zählte der Verein 170 Mitglieder, darunter etwa 50 Erwachsene und 30 Jugendliche, die sich freiwillig um die Tiere und die Parkanlage kümmern.

## Bilder

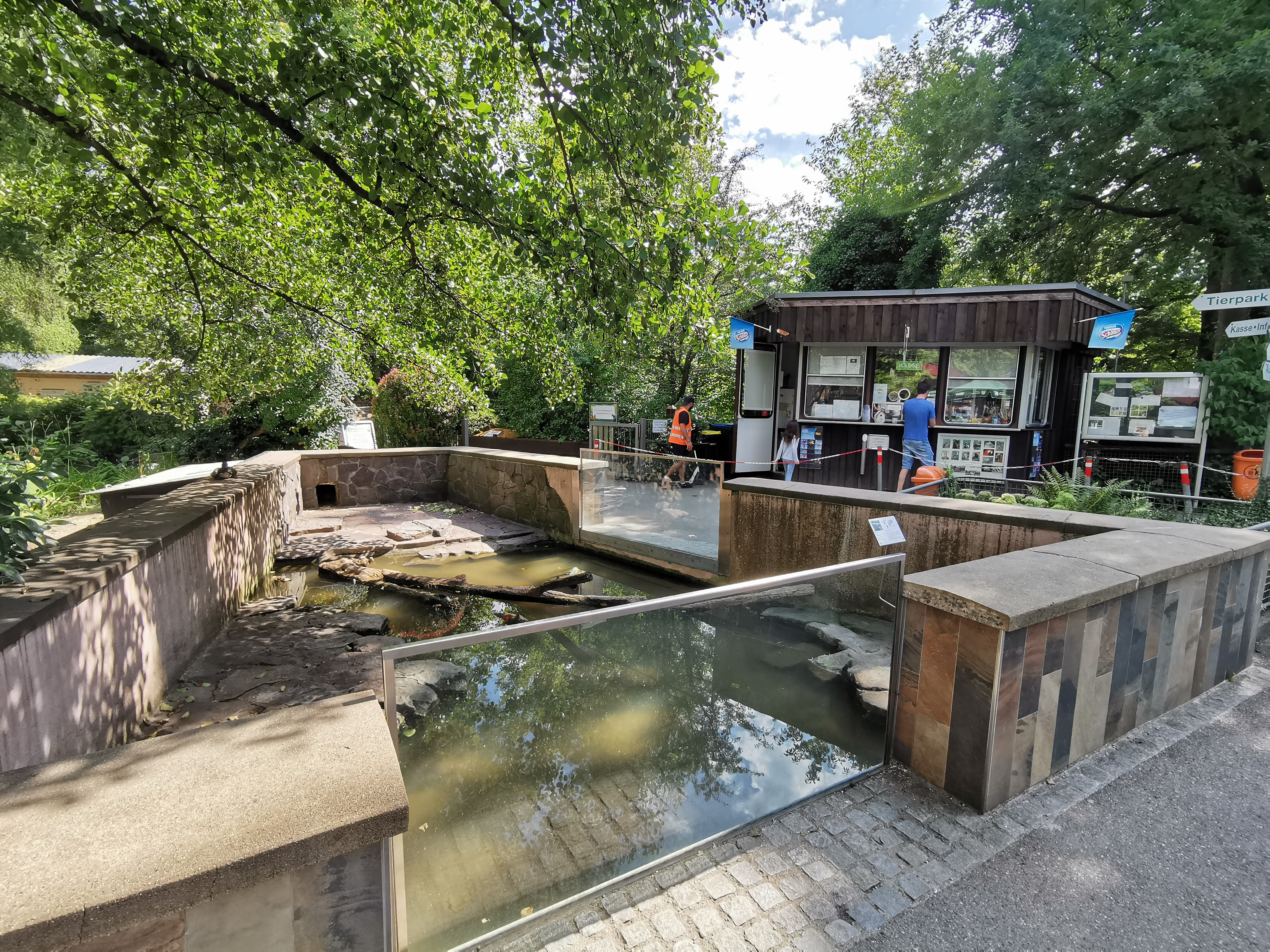
Eingangsbereich
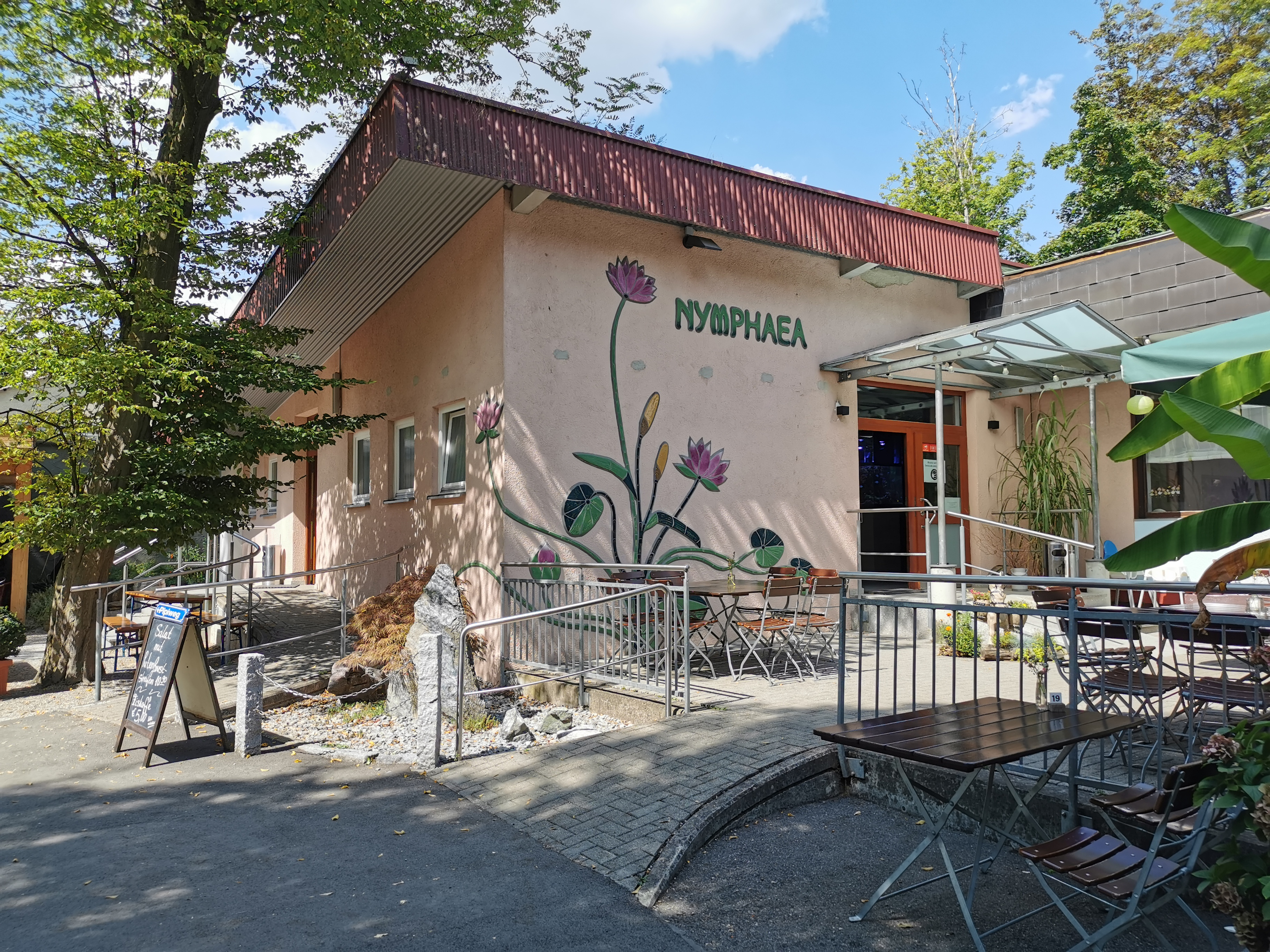
Hauptgebäude mit Aquarium
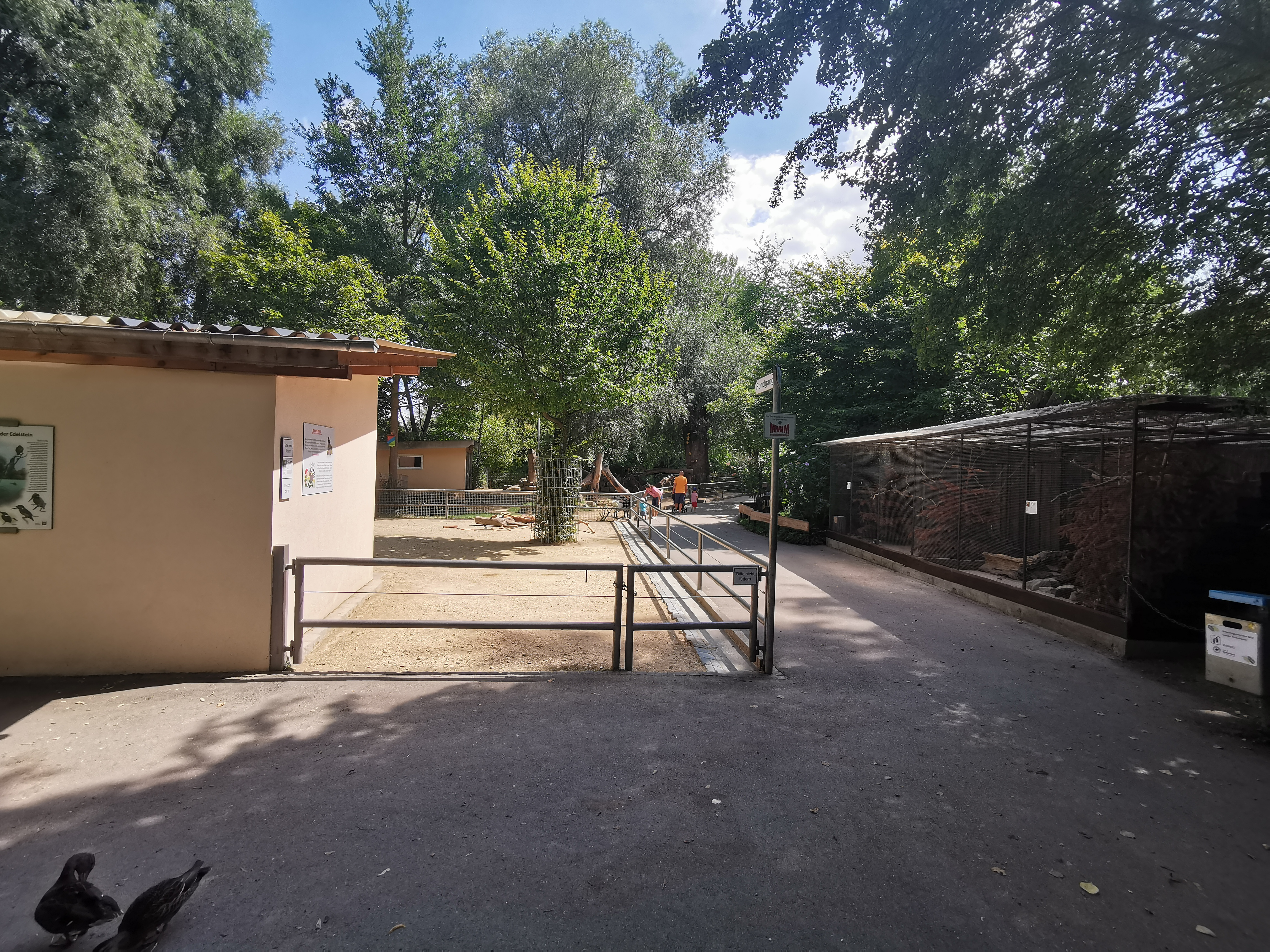
Tiergehege
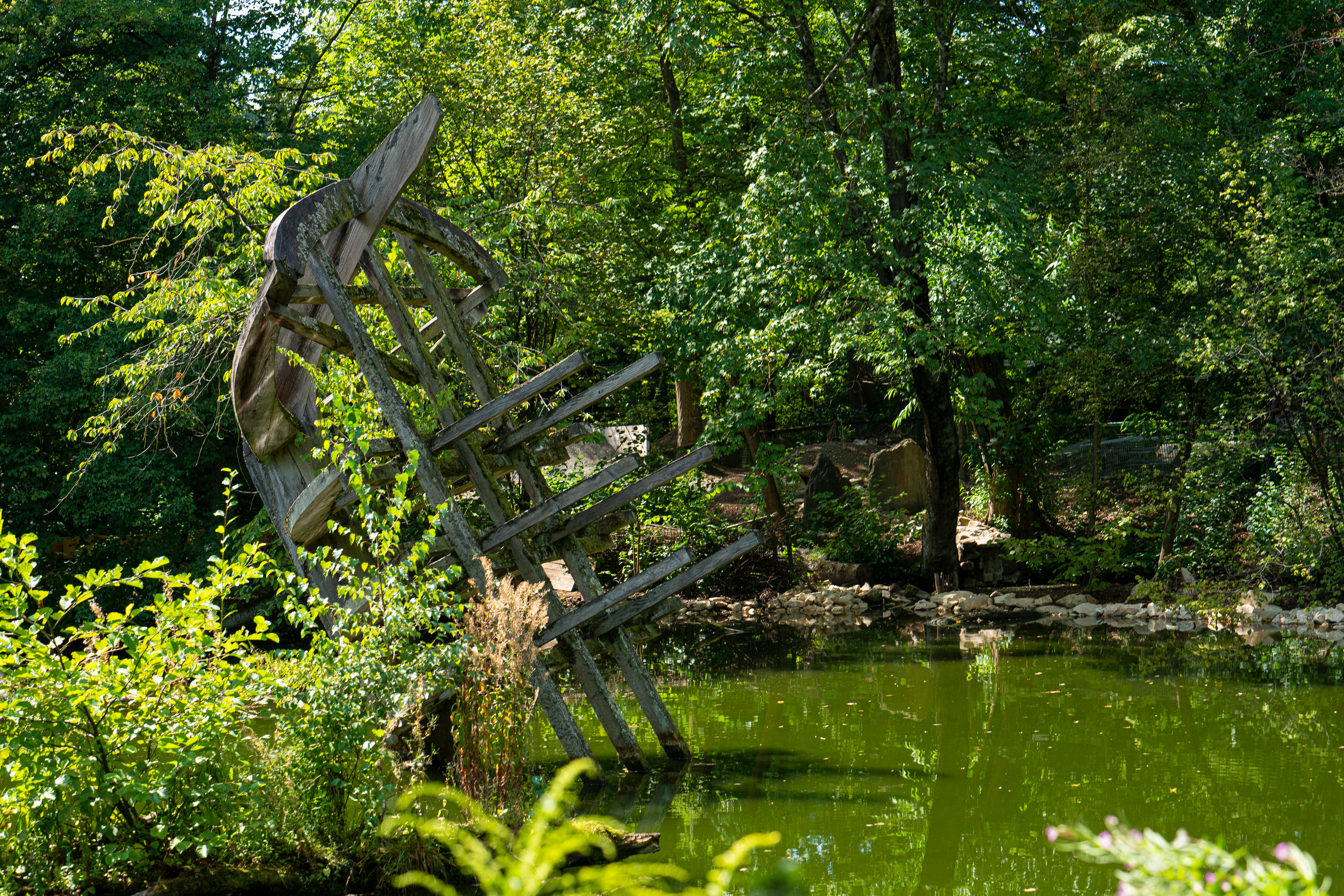
See mit Schiffswrack